# Jacob Edwin Meeker

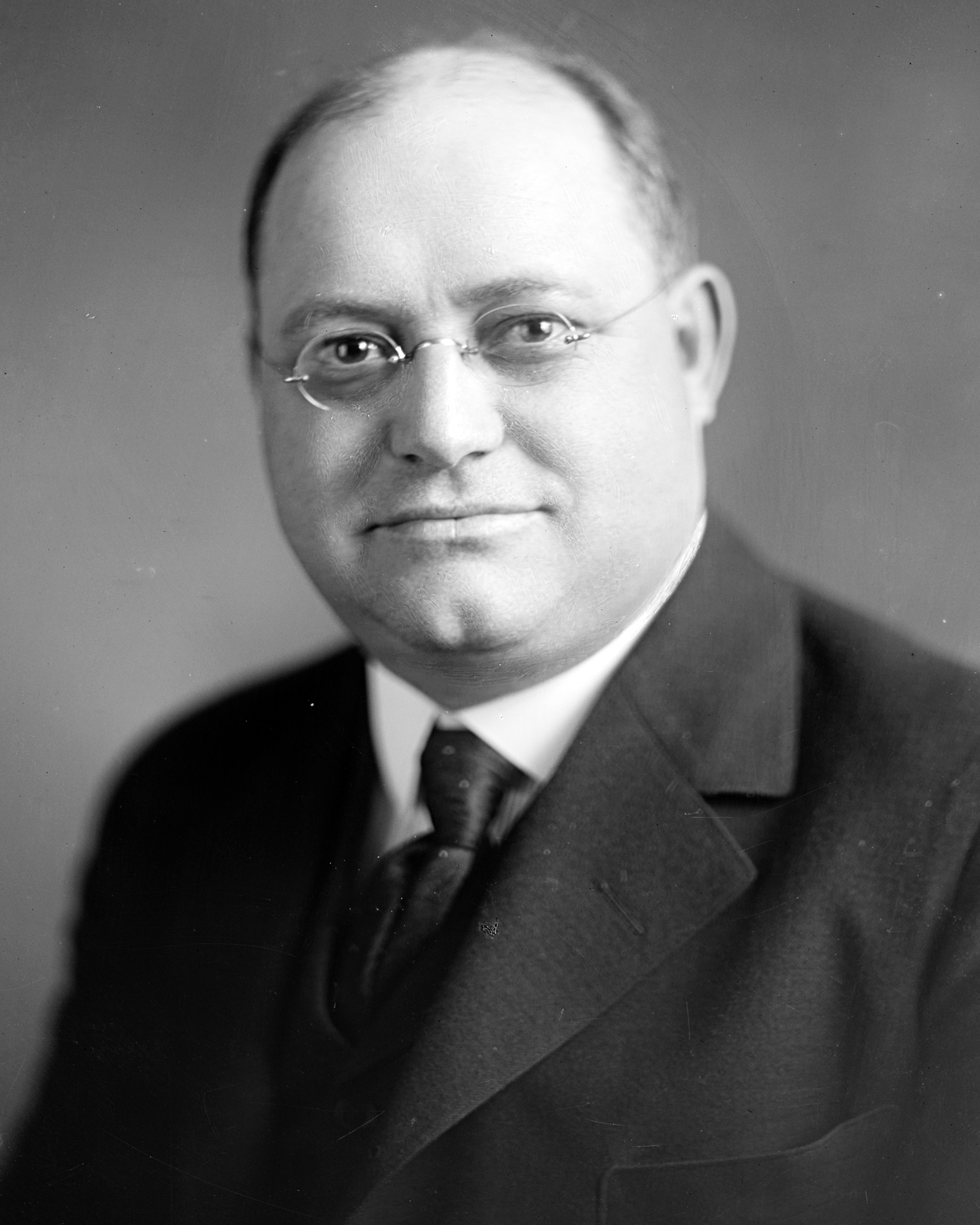
Jacob Edwin Meeker

Jacob Edwin Meeker (* 7. Oktober 1878 bei Attica, Fountain County, Indiana; † 16. Oktober 1918 in St. Louis, Missouri) war ein US-amerikanischer Politiker. Zwischen 1915 und 1918 vertrat er den Bundesstaat Missouri im US-Repräsentantenhaus.

## Werdegang
Jacob Meeker besuchte die öffentlichen Schulen seiner Heimat und danach bis 1900 das Union Christian College in Merom. Danach studierte er bis 1904 an der theologischen Fakultät des Oberlin College in Ohio. Schon während seiner Zeit am Union Christian College war er als Pastor im Vermilion County in Illinois tätig. Im Jahr 1901 wurde er offiziell zum Geistlichen ordiniert. In dieser Eigenschaft war er wieder im Vermilion County tätig. 1904 wurde Meeker in Eldon (Missouri) für die Congregational Church tätig. Seit 1906 lebte er in St. Louis, wo er die Compton Hill Congregational Church leitete. Im Jahr 1912 legte er seine religiösen Aufgaben nieder.
Nach einem Jurastudium am Benton College of Law und seiner 1914 erfolgten Zulassung als Rechtsanwalt begann er in diesem Beruf zu arbeiten. Politisch war Meeker Mitglied der Republikanischen Partei. Bei den Kongresswahlen des Jahres 1914 wurde er im zehnten Wahlbezirk von Missouri in das US-Repräsentantenhaus in Washington, D.C. gewählt, wo er am 4. März 1915 die Nachfolge von Richard Bartholdt antrat. Nach einer Wiederwahl im Jahr 1916 konnte er bis zu seinem Tod am 16. Oktober 1918 im Kongress verbleiben. In diese Zeit fiel der amerikanische Eintritt in den Ersten Weltkrieg. Im Oktober 1918 wurde Jacob Meeker ein Opfer der damals grassierenden Spanischen Grippe.